# 2021年河南省春节晚会
2021年河南省春节晚会，简称2021河南春晚，是中国河南广播电视台于2021年2月10日（农历庚子十二月廿九）为庆祝牛年新年举办的综合性文艺晚会，主题为“当潮不让·你好·牛”，由河南广播电视台编导陈雷担任总导演。晚会由河南广播电视台《梨园春》节目主持人庞晓戈、刘雯；河南广播电视台都市频道《打鱼晒网》节目主持人韩佳；广播电台主持人李洋；大象新闻客户端主持人嘉宝以及河南籍演员秦牛正威主持。节目在河南广播电视台8号演播厅进行提前录制；在腾格尔的节目《真中》中，还录制了郑东新区路劲大厦楼顶等地的外景。
晚会播出后引发了网友的关注。2月12日上午8时至9时，“河南春晚”在微博综艺榜晚会栏目类中排名第一。

## 热点节目

### 《天地之中》
此节目通过太极拳表演与特效制作融合表现了中国文化与现代科技。节目得到了观察者网的宣传，随后文章被我们的太空、环球时报等新媒体平台转载，得到了许多网友的好评。

### 《唐宫夜宴》
原名《唐俑》，是郑州歌剧院舞蹈编导陈琳创作的古典舞，通过14名女舞蹈演员的舞蹈表现中国唐代的传统文化形象。曾入围第十二届中国舞蹈“荷花奖”古典舞评奖。节目播出后颇受关注，相关视频的播放量在社交平台上一度达千万级，并得到了人民日报等央媒的宣传。河南春晚总导演就此节目接受媒体采访的新闻也一度登上微博热搜榜第一名。
为了效仿唐朝女子丰满的体态，节目演员们在口中塞入了脱脂棉球以使得脸颊鼓起，演出服中也填充了海绵。

## 节目单
- 总策划：王仁海；艺术总监：李暄；总导演：陈雷；撰稿：刘源；视觉总监：李鹏；音乐总监：杨洋
- 主持人：庞晓戈、刘雯、韩佳、李洋、嘉宝、秦牛正威

| 序号 | 节目                              | 表演者                                                                           |
| ---- | --------------------------------- | -------------------------------------------------------------------------------- |
| 1    | 开场歌舞《世界吹来华夏风》        | 方媛、郭亚琼、崔晓丹、古亚鹏、李梓沐、秦鹏飞                                     |
| 2    | 歌曲《星星不说话》                | 秦牛正威、吴岱林                                                                 |
| 3    | 送好运环节（一）                  | 秦牛正威、吴岱林、华华、夏夏                                                     |
| 4    | 国乐演奏《新春国乐畅想曲》        | 方锦龙、河南博物院华夏古乐团、0371乐队                                           |
| 5    | 相声《豫说新语》                  | 梁栋、师亚峰                                                                     |
| 6    | 舞蹈《唐宫夜宴》                  | 郑州歌舞剧院                                                                     |
| 7    | 送好运环节（二）                  | 方锦龙、华华、夏夏                                                               |
| 8    | 小品《快递奇遇》                  | 余泽洋、郭超、大郎、翔子、李小雨、李小鑫、张小帅、韩小楼、陈小灿、井小龙、辛小枫 |
| 9    | VCR视频短片《谢谢过年不回家的你》 | VCR视频短片《谢谢过年不回家的你》                                                |
| 10   | 戏曲联唱《白衣执甲》              | 戏曲联唱《白衣执甲》                                                             |
| 10   | （1）豫剧《穆桂英挂帅》选段       | 柏青、李俊姗                                                                     |
| 10   | （2）黄梅戏《天仙配》选段         | 杨俊、王月华、徐国良、乔冰、刘光耀                                               |
| 10   | （3）豫剧《花木兰》选段           | 虎美玲、刘海燕、程诗雯                                                           |
| 11   | 歌曲《我们能》+《天耀中华》       | 演唱：张明敏（云演唱）、郑东新区教师合唱团 舞蹈：李宜蒙、杨清茹                  |
| 12   | VCR视频短片《小人物幸福生活》     | VCR视频短片《小人物幸福生活》                                                    |
| 13   | 歌曲《东方为什么红》              | 阎维文                                                                           |
| 14   | 送好运环节（三）                  | 阎维文、华华、夏夏                                                               |
| 15   | 相声《精彩一分钟》                | 范军、明男男                                                                     |
| 16   | 少儿节目《森林奇境迎新年》        | 大象艺术培训基地、天赋少年团                                                     |
| 17   | 说唱《为河南加油》                | 刘震、王圆圆                                                                     |
| 18   | 讲述《我的乡愁》                  | 李亚鹏                                                                           |
| 19   | 歌曲《我根是炎黄》                | 朱珍                                                                             |
| 20   | 送好运环节（四）                  | 李亚鹏                                                                           |
| 21   | 太极表演《天地之中》              | 李次、张梦羽昕、登封市少林鹅坡武术学校                                           |
| 22   | VCR视频短片《各行业新春祝福》     | VCR视频短片《各行业新春祝福》                                                    |
| 23   | 歌曲《真中》+《编花篮》           | 腾格尔                                                                           |
| 24   | 送好运环节（五）                  | 腾格尔、华华、夏夏                                                               |
| 25   | 歌曲《向往》                      | 李新现、霍琨、刘成荫                                                             |

## 播出时间

### 首播
由河南广播电视台卫星频道于北京时间2021年2月10日19:50播出。

### 重播
由河南广播电视台的以下频道进行重播：
- 卫星频道：2月11日15:28、2月14日21:20、2月22日09:30；
- 都市频道：2月11日19:50、2月13日10:40、2月20日15:10、2月21日15:10；
- 新闻频道：2月12日10:00、2月16日18:55、2月18日13:50、2月19日13:50、2月23日18:55；
- 民生频道：2月12日20:30、2月19日13:10、2月20日08:50、2月21日08:45；
- 公共频道：2月12日21:20、2月15日14:40、2月20日22:10、2月21日14:40；
- 电视剧频道：2月13日18:00、2月14日11:45、2月18日22:46、2月19日22:46；
- 国际频道：2月13日19:05、2月14日07:00、2月15日16:20、2月19日16:20；
- 乡村频道：2月13日20:12、2月14日09:13、2月16日06:48、2月17日06:48；
- 法治频道：2月14日13:10、2月15日09:30及20:00、2月17日15:10、2月18日15:10。

### 新媒体平台
节目还通过大象新闻、映象网、云上河南、快手等平台播出。